# شاعر السنة
شَاعِر السُّنَّة (357 - 413 هـ / 968 - 1022 م) شاعر، من أهل بغداد، مولده ووفاته فيها.
هو أبو الحسن علي بن عيسى بن محمد بن سليمان الفارسي السكري، ويعرف بالفارسي. قال الزركلي: «له مناقضات لشعراء الشيعة الإمامية، فلقب بشاعر السنة». وقال ابن عساكر: «كان متفنناً في الأدب».

## المصدر
- شَاعِر السُّنَّة - موسوعة الأعلام، خير الدين الزركلي، 1980